# Philippe Bonnefis
Philippe Bonnefis, né le 20 juillet 1939 à Dieppe et mort le 5 mai 2013 à Lille, est un critique littéraire et philologue français. 
Il est l'auteur de nombreux ouvrages sur des écrivains tels que Francis Ponge, Guy de Maupassant, Gustave Flaubert ou Pascal Quignard, entre autres. Il a aussi dirigé ou contribué à plusieurs collections, notamment chez Galilée et aux Presses universitaires du Septentrion. En outre, il a dirigé jusqu'en 2001 la Revue des Sciences Humaines. 

## Biographie
Docteur ès lettres (Paris VIII, 1978), spécialiste de la littérature française des XIXe et XXe siècles, il a été professeur de l’université Lille III et à l'université Emory d’Atlanta.

## Publications
- Comme Maupassant, Lille, Presses du Septentrion, 1981, 149 p.  (ISBN 2-85939-183-5) (2e édition, 1985 ; 3e édition, 1993)
- Jules Vallès. Du bon usage de la lame et de l’aiguille, Lausanne, Suisse, L’Âge d’Homme, coll. « Cistre-essais », 1983, 127 p. (BNF 34713277)
- L’Innommable. Essai sur l’œuvre d’Émile Zola, Paris, Sédès, coll. «  Présences critiques », 1984, 176 p.  (ISBN 2-7181-0514-3)
- Mesures de l’ombre. Baudelaire, Flaubert, Laforgue, Verne, Presses du Septentrion, Lille, 1987, 203 p.  (ISBN 2-85939-302-1)
- Dan Yack, Blaise Cendrars phonographe, Paris, PUF, coll. « Le Texte rêve », 1992, 126 p.  (ISBN 2-13-044317-6)
- Céline. Le Rappel des oiseaux, Lille, Presses du Septentrion, 1992, 219 p.  (ISBN 2-85939-418-4)[1]
- Parfums  : son nom de Bel-Ami, Paris, Galilée, coll. « Incises », 1995, 129 p.  (ISBN 2-7186-0455-7)
- Giono. Le Petit Pan de mur bleu, Paris, Galilée, coll. « Incises », 1999, 126 p.  (ISBN 2-7186-0516-2)
- Pascal Quignard. Son nom seul, Paris, Galilée, coll. « Incises », 2001, 135 p.  (ISBN 2-7186-0546-4)
- Métro Flaubert, Paris, Galilée, coll. « Lignes fictives », 2002, 123 p.  (ISBN 2-7186-0587-1)
- Le Livre imaginaire, avec Gérard Farasse et Jean-luc Steinmetz, Amsterdam, Pays-Bas, Rodopi, 2003, 457 p.  (ISBN 2-913761-14-3)
- Le Cabinet du docteur Michaux, Paris, Galilée, coll. « Lignes fictives », 2003, 252 p.  (ISBN 2-7186-0609-6)
- Sept portraits perfectionnés de Guy de Maupassant, dessins et calligraphies de Valerio Adami, Paris, Galilée, 2005, 228 p.  (ISBN 2-7186-0675-4)
- Pascal Quignard, figures d'un lettré, avec Dolorès Lyotard et coll., Paris, Galilée, coll. « Lignes fictives », 2005, 452 p.  (ISBN 2-7186-0673-8)
- Maupassant. Sur des galets d’Étretat, frontispice de Valerio Adami, Paris, Galilée, coll. « Lignes fictives », 2007, 105 p.  (ISBN 978-2-7186-0739-9)
- Sur quelques propriétés des triangles rectangles, frontispice de Vladimir Veličković, 2008, 124 p.  (ISBN 978-2-7186-0763-4)
- Valerio Adami Portraits littéraires, Paris, Galilée, coll. « Écritures/figures », 2010, 210 p.  (ISBN 978-2-7186-0827-3)
- Ponge, inventeur et classique, avec Pierre Oster et al., Paris, Éditions Hermann, coll. « Cerisy Archives », 2011, 434 p.  (ISBN 978-2-7056-8199-9)
- Claude Louis-Combet : D'un trait d'union, Paris, Galilée, coll. « Lignes fictives », 2012, 144 p.  (ISBN 978-2-7186-0864-8)
- Une colère d'orgues. Pascal Quignard et la musique, 2013, 160 p.  (ISBN 978-2-7186-0883-9)